# Колос Богдан Олексійович
Богдан Олексійович Колос — професор кафедри менеджменту Львівського Національного університету; провідний спеціаліст і експерт державного управління;

## Основна сфера наукових інтересів
За фахом: професійний економіст і управлінець ; бізнесмен; педагог (понад 30-ть років викладацької роботи) професор кафедри менеджменту Львівського Національного університету; провідний спеціаліст і експерт державного управління; вчений — близько 40 років займається дослідженнями формування людини та управління державою .
Створив «Інститут дослідження і вдосконалення життя людини та управління державою»
Вперше видав монографії, які не мають за своєю новизною аналогів у світі: «Методологію науки управління державою», основану на Божих (природних, об'єктивних, космічних) законах; «Методологію формування досконалої високоцивілізованої людини» ; «Доктрину побудови Української держави абсолютного народовладдя» та практичні рекомендації по впровадженню їх в життя самим народом і очищення держави від лихварів, визискувачів, злодіїв та іншої руйнівної паразитуючої гнилі і нечисті, яка отруює життя чесним трударям — істинним творцям всіх матеріальних і духовних благ.
Загальний трудовий стаж — понад 50 років. За цей час освоїв понад 15 професій.
Має понад 120 наукових і навчально-методичних праць, запатентованих винаходів, рацпропозицій та промислових зразків з проблем науки і практики управління.
- 1. Поняття й еволюпія розвитку управління і менеджменту як діяльності та науки.
- 2. Всесвіт—Земля—Людина як цілісна і нерозривна гармонійна інформаційно-енергетично-матеріальна система управління, створена Вищим Космічним Розумом.
- 3. Управління формуванням людини як високосамоорганізованої соціально активної та суспільнокорисної особистості.
- 4. Управління сімейно-родинним господарством.
- 5. Управління підприємством (організацією).
- 6. Управління державою.
- 7. Управління міждержавними (глобальними) системами (відносинами).
- 8. Діагностика, вдосконалення та підвищення ефективності систем управління.

## Список книг і плакатів
- " Управління державою III тисячоліття, або Стратегія і тактика побудови Української національної держави ".

(Викладена методологія науки управління державою) .976 с.
- " Основи формування досконалого високоцивілізованого українця та Української держави ". (Практичні рекомендації) .

34 с.
- " Доктрина побудови Української держави абсолютного народовладдя ".122 с .
- " Українцю ! Стань господарем і наведи порядок у своїй державі ! ".З " Вічним календарем " на — 200 років .
- " Людино ! Стань особистістю — творцем ! ".З " Вічним календарем " на — 200 років.
- " Узаконення торгівлі землею — це черговий злочин урядовців України проти своїх громадян ". В збірнику наукових праць « Розвиток сільських територій. Земельна реформа» . — Львів: СПОЛОМ , 2012. — 288 с.
- " Вироблення головних критеріїв і вимог до побудови держави — основа її високоцивілізованого розвитку ".

В збірнику наукових праць Львівської комерційної академії"Національна ідея України". — Львів : 2012.
- «Акціонерні товариства — прихована і руйнівна форма злочинного пограбування результатів праці і ресурсів громадян.»
- « Яким ми повинні зробити державний устрій та його агропромисловий комплекс, щоб Україна стала самою високоцивілізованою державою світу ?»